# 孙润仓
孙润仓（1955年2月—），陕西省岐山县人，教授，长期从事农林废弃物生物质高值化应用及制浆化学方面的基础研究。“973”项目首席科学家。中华人民共和国教育部第三批“长江学者”特聘教授，发表数百篇论文，授权发明专利百余项目，获得中国国家技术发明二等奖等多项奖项。
1982年获得西北大学理学学士学位，1996年获得威尔士大学木材化学博士学位，之后在威尔士大学生物复合材料研究中心工作。2006年8月至今，担任北京林业大学特聘教授。2008年8月-2013年12月任华南理工大学制浆造纸国家重点实验室主任。